# Pinceta zegarmistrzowska

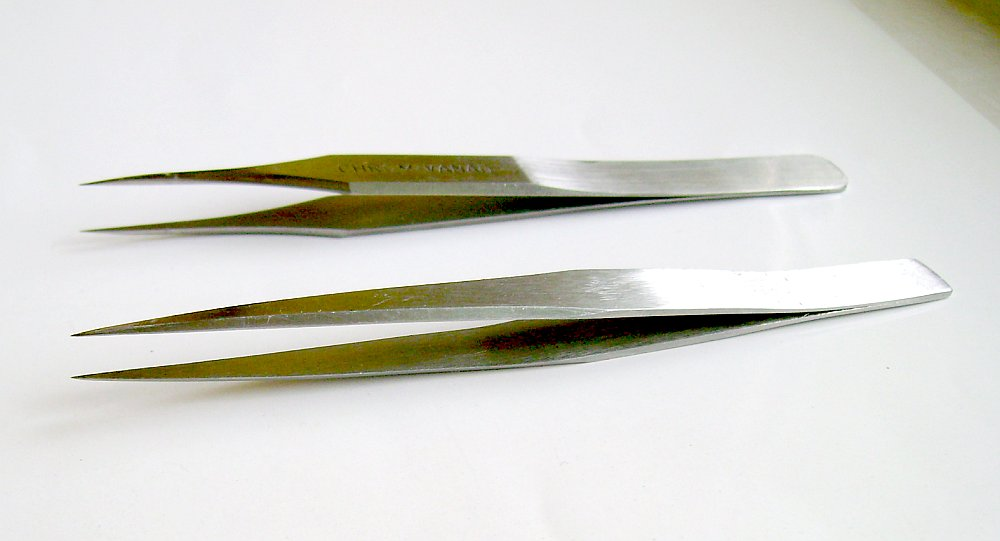
Pincety zegarmistrzowskie. Na górze pinceta do układania włosa

Pinceta zegarmistrzowska – odmiana pincety służąca do precyzyjnych czynności przy naprawie i montażu drobnych mechanizmów, a zwłaszcza zegarów i zegarków.
Pincety zegarmistrzowskie najczęściej wykonane są ze stali. Do prac przy mechanizmach zegarków elektrycznych i elektronicznych stosuje się pincety wykonane z mosiądzu lub z innych materiałów niemagnetycznych, aby uniknąć ich namagnesowania.
Pinceta zegarmistrzowska służąca do układania włosa balansu ma bardziej wydłużone i cieńsze końcówki robocze niż pinceta montażowa.
Pinceta do prostowania zgiętych czopów ma szerokie i grube końcówki.
Pinceta do wyginania kolanek włosów bregetowskich ma w jednej końcówce otwór, a w drugiej wstawiony kołek.